# Segundo Plan Quinquenal en Argentina
El Segundo Plan Quinquenal de 1953 se llevó a cabo en el segundo mandato del general Juan Domingo Perón (1952-1955). Originalmente su duración se extendía hasta 1957, pero tras el golpe de Estado en Argentina de septiembre de 1955 el plan fue abortado.

## Estructura
El plan se estructura en las siguientes secciones:
1. Acción social: organización del pueblo, trabajo, previsión, educación, cultura, investigaciones científicas y técnicas, salud pública, vivienda y turismo.
2. Acción económica: acción agraria, acción forestal, minería, combustibles, hidráulica, energía eléctrica, régimen de empresas e industria.
3. Comercio y finanzas: comercio exterior, comercio interno, política crediticia, política monetaria y política impositiva.
4. Servicios y trabajos públicos: transportes, vialidad, puertos, comunicaciones, obras y servicios públicos.
5. Planes militares y planes complementarios: racionalización administrativa, legislación general, inversiones del estado y planes militares.

## Acción social

### Organización del pueblo

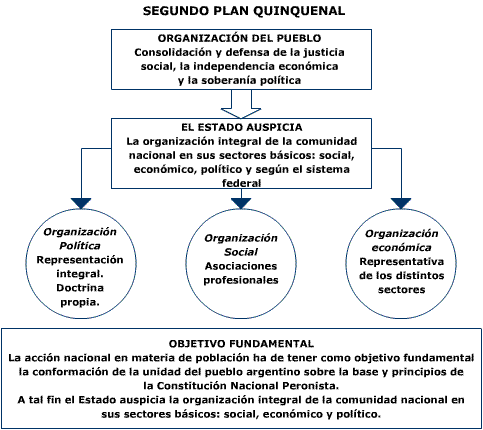
Objetivos del primer capítulo del plan.

El plan pone como objetivo fundamental la conformación de la unidad del pueblo argentino sobre las bases y principios de la constitución. A su vez establece una serie de objetivos generales:
1. Libertad de organización: las organizaciones sociales, políticas y económicas serán respetadas por el estado. El estado auspiciará el desarrollo de organizaciones sindicales, económicas, políticas y sociales.
2. Conducción del país: el gobierno es responsable de la conducción social, económica y política del país.
3. Capital humano: las políticas habrán de tener como objetivo general lograr un alto nivel de vida material y espiritual para el capital humano que compone la comunidad.
4. Familia: será objeto de preferente atención por el estado que habrá de protegerla.
5. Función social de la mujer: el estado dará especial atención a la mujer a fin de (a) posibilitar el desarrollo de sus aptitudes vocacionales y (b) favorecer la participación activa de la mujer en la vida social, económica y política de la nación.
6. Dinámica de la población: el crecimiento migratorio será favorecido y encauzado hacia las zonas y actividad que más convengan al país. El estado promoverá el desarrollo de las regiones infrapobladas, en especial de la Patagonia.
7. Protección del aborigen: la población indígena será protegida por el estado.

## Acción económica

### Acción agraria
Los objetivos de este capítulo del plan son:
1. Uso y propiedad de la tierra: la tierra tiene una función social y el estado promoverá el acceso a su propiedad a quienes la trabajan.
2. Mecanización agrícola: el estado incrementará la mecanización. La industria nacional debe proveer todo los equipos que el agro necesite.
3. Investigaciones agropecuarias: con el fin de solucionar problemas regionales de la producción agropecuaria.
4. Comercio exterior: será conducido por el estado.

El punto más importante de esa sección fue el que respecta a comercio exterior. Quedaron a cargo del Estado las tareas de venta de los saldos exportables de la producción nacional y de compra de los combustibles, materias primas y bienes de capital que requiriera el desarrollo agropecuario, industrial y minero del país. El Instituto Argentino de Promoción del Intercambio (I.A.P.I.) compraba las cosechas a un precio mayor que el internacional y subsidiaba al campo además de comprarle sus productos para exportarlos.

### Empresas e industria
Los objetivos eran:
1. Fomento industrial: el estado dispondrá recursos para el desarrollo de la industria y estimulara la inversión privada.
2. Zonificación y descentralización: teniendo en cuenta el interés de la nación, el fomento de economías nacionales y la defensa nacional
3. Racionalización: para lograr una producción de alta calidad y bajo costo
4. Industrias del estado: el estado implementará industrias cuando sun incumbencia exceda las posibilidades de la industria privada o carezcan de interés, o en caso de tratarse de industrias esenciales para la nación.

Las ramas industriales privilegiadas en esta segunda etapa del proceso de sustitución de importaciones, del segundo plan quinquenal fueron la automotriz, la petrolera y petroquímica, la química, la metalúrgica y la de maquinarias eléctricas y no eléctricas, orientadas a ser industrias de base para el país. Las inversiones se orientaron hacia el aprovechamiento de las posibilidades que ofrecía un mercado interno protegido.El sector agropecuario se modernizó: a partir del desarrollo de la industria siderúrgica y petroquímica, se impulsó la tecnificación y la provisión de fertilizantes, plaguicidas y maquinarias, de forma que se hizo incrementar la producción y productividad agropecuaria.
La ley n.º 12.987 conocida como "Ley Savio", fue sancionada el 13 de junio de 1947, junto con el Plan Siderúrgico Argentino y la constitución de la empresa SOMISA, que pasara de una producción de 21 000 toneladas de acero en 1948 a 87 000 en 1954.
La empresa argentina Siam adquirió gran impulso, expandiéndose mayormente debido sus ventas en productos como las motonetas, ventiladores y otros electrodomésticos que demandaba el mercado local. Su capacidad industrial le permitió iniciar en 1948 la producción de heladeras a un ritmo de 11 000 anuales, para alcanzar las 70 000 unidades diez años más tarde, llegando a ser la más grande empresa latinoamericana, con más de 9 mil empleados.

## Comercio y finanzas

### Comercio exterior
El plan estipulaba que el comercio exterior fuera conducido por el estado y ejecutado por organizaciones económicas y sociales y por empresas privadas. Se buscaba propiciar el ingreso de divisas mediante el aumento de las exportaciones.
El Estado debía encarar las tratativas con las naciones latinoamericanas teniendo en cuenta la necesidad de complementación entre las economías nacionales y de defensa conjunta de sus intereses. Asimismo, en el conjunto de relaciones comerciales con países de la misma región y de otras y ante los organismos económicos internacionales, el Estado debía defender los siguientes principios: las relaciones económicas internacionales sólo podían realizarse plenamente entre naciones libres; el comercio internacional debía contribuir a la independencia económica dentro del marco de la cooperación. El desarrollo de los países económicamente menos evolucionados debía lograrse mediante la industrialización progresiva, en términos de intercambio equitativos y condiciones de menor vulnerabilidad externa; el comercio internacional debía realizarse mediante la aceptación generalizada de la paridad entre precios de artículos manufacturas y materias primas; la adopción de una política anticíclica universal y permanente preservaría a las naciones menos desarrolladas de las tendencias depresivas que podían generarse en las economías desarrolladas; debían condenarse las medidas discriminatorias que amenazaran la estabilidad, el desarrollo y la independencia económica de los países; se debía propender a que los fines, estructura y decisiones de las organizaciones económicas internacionales se adecuaran a los principios y objetivos fundamentales que planteaba el plan.

### Comercio interior
El estado buscaba garantizar la defensa de los intereses de los consumidores a la vez que garantizar márgenes adecuados de utilidad a los productores. Se propiciarían las cooperativas y se reprimirían los monopolios.

### Política crediticia
El estado se propone distribuir el crédito según la necesidad y la distribución geográfica. Un eje importante eran los créditos hipotecarios, para que los inquilinos de las ciudades pudieran acceder a su propia vivienda y los arrendatarios rurales se convirtieran en propietarios.

### Política monetaria
La política monetaria debía apuntar a mantener el valor de la moneda, mantener la producción y el consumo y la moderación de movimientos cíclicos.

### Política impositiva
La distribución de la carga fiscal debe realizarse sobre los criterios de equidad y proporcionalidad. Los cambios impositivos deben tener relación con la renta nacional.
, a fin de no desalentar la actividad económica. Se buscaba una racionalización administrativa, consistente en simplificar y unificar tributos, disminuir costos administrativos y evitar la evasión fiscal.